# Phaneroptera myllocerca
Phaneroptera myllocerca är en insektsart som beskrevs av David R. Ragge 1956. Phaneroptera myllocerca ingår i släktet Phaneroptera och familjen vårtbitare. Inga underarter finns listade i Catalogue of Life.